# Kunsthal
Kunsthal este un muzeu din Rotterdam, care a fost deschis în 1992. Este situat în Parcul Muzeului  (Museumpark), lângă Muzeul de Istorie Naturală  (Natuurhistorisch Museum Rotterdam) și în apropiere de Muzeul Boijmans Van Beuningen.  Clădirea a fost proiectată de arhitectul olandez Rem Koolhaas.
Muzeul nu are o expoziție permanentă, dar există o varietate de expoziții care sunt organizate în mod regulat. Cu o suprafață mare (3300 de metri pătrați), permite mai multe expoziții în același timp. Muzeul expune mai ales lucrări ale unor artiști ai secolului al XX-lea și reprezentanții tendințelor actuale în artă.

## Vezi și
- Furtul de picturi de la Kunsthal

## Legături externe
- Site web oficial

1. ↑   https://www.architectuur.org/bouwwerk/393/KunstHal.html, accesat în 28 aprilie 2024 Lipsește sau este vid: |title= (ajutor)